# Amtsgericht Iserlohn

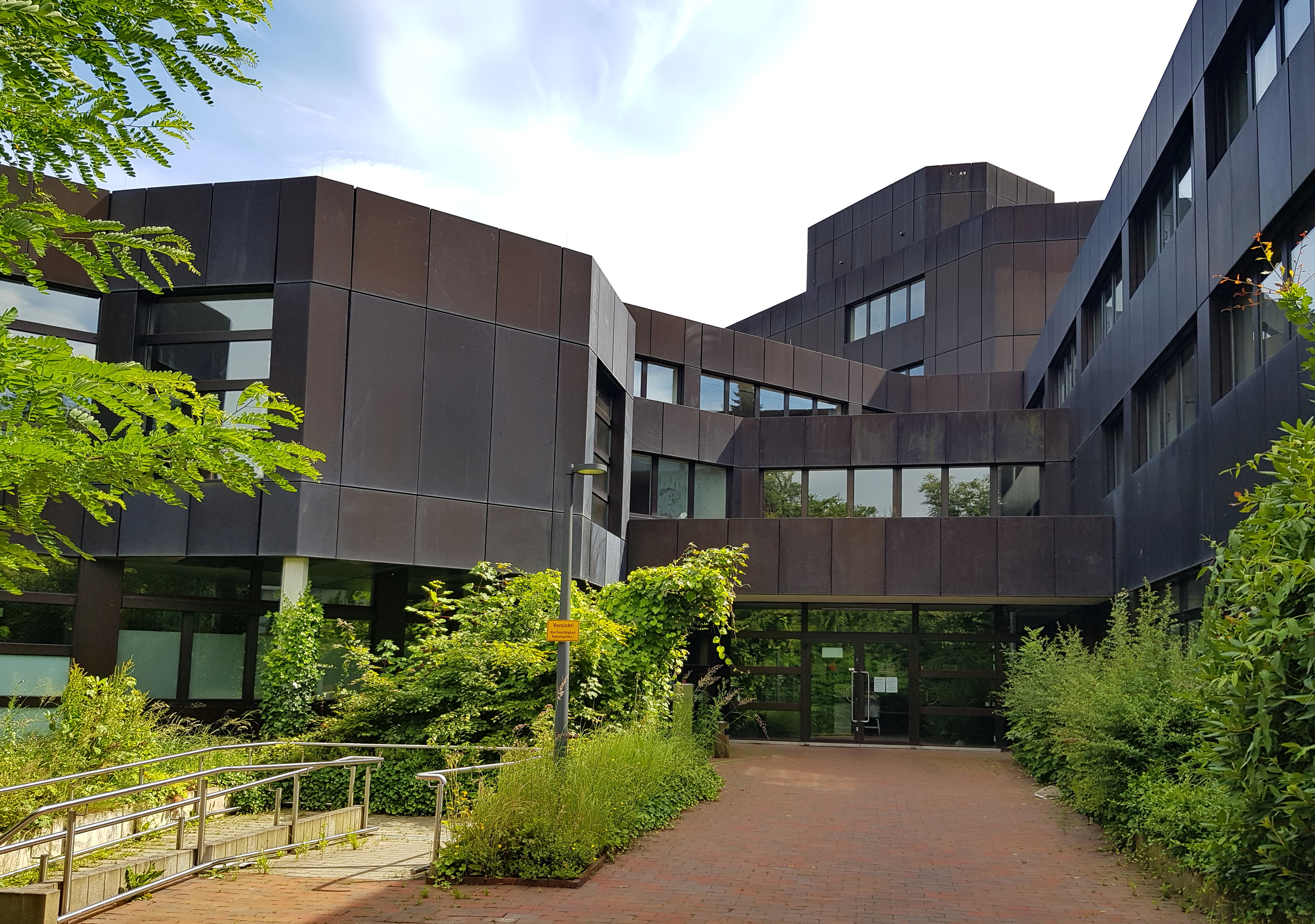
Gebäude des Amtsgerichts Iserlohn im Juli 2024

Das Amtsgericht Iserlohn ist ein Gericht der ordentlichen Gerichtsbarkeit und das zweitgrößte von neun Amtsgerichten im Bezirk des Landgerichts Hagen.

## Gerichtssitz und -bezirk
Das Gericht hat seinen Sitz in Iserlohn im Märkischen Kreis, Nordrhein-Westfalen. Der 203 km² große Gerichtsbezirk umfasst das Gebiet der Städte Iserlohn und Hemer mit insgesamt fast 126.000 Einwohnern.
Als Zentrales Registergericht führt das Amtsgericht Iserlohn das Handels- und Genossenschaftsregister für die Amtsgerichtsbezirke Altena, Iserlohn, Lüdenscheid, Meinerzhagen und Plettenberg. Für die Amtsgerichte Altena, Iserlohn und Lüdenscheid führt es auch das Vereinsregister.
Für Mahn- und Insolvenzverfahren ist das Amtsgericht Hagen zuständig. Die Aufgaben des Landwirtschaftsgerichts sind dem Amtsgericht Menden zugewiesen.

## Gebäude
Das erste eigene Gebäude bestand ab 1831 am Kohlmarkt (heute Alter Rathausplatz). 1869 erfolgte der Umzug in das inzwischen abgerissene Gerichtsgebäude in der Gerichtstraße 21. Der Neubau in der Friedrichstraße 108/110 wurde 1984 bezogen und in einem feierlichen Akt am 24. Januar 1985 offiziell seiner Bestimmung übergeben.

## Geschichte

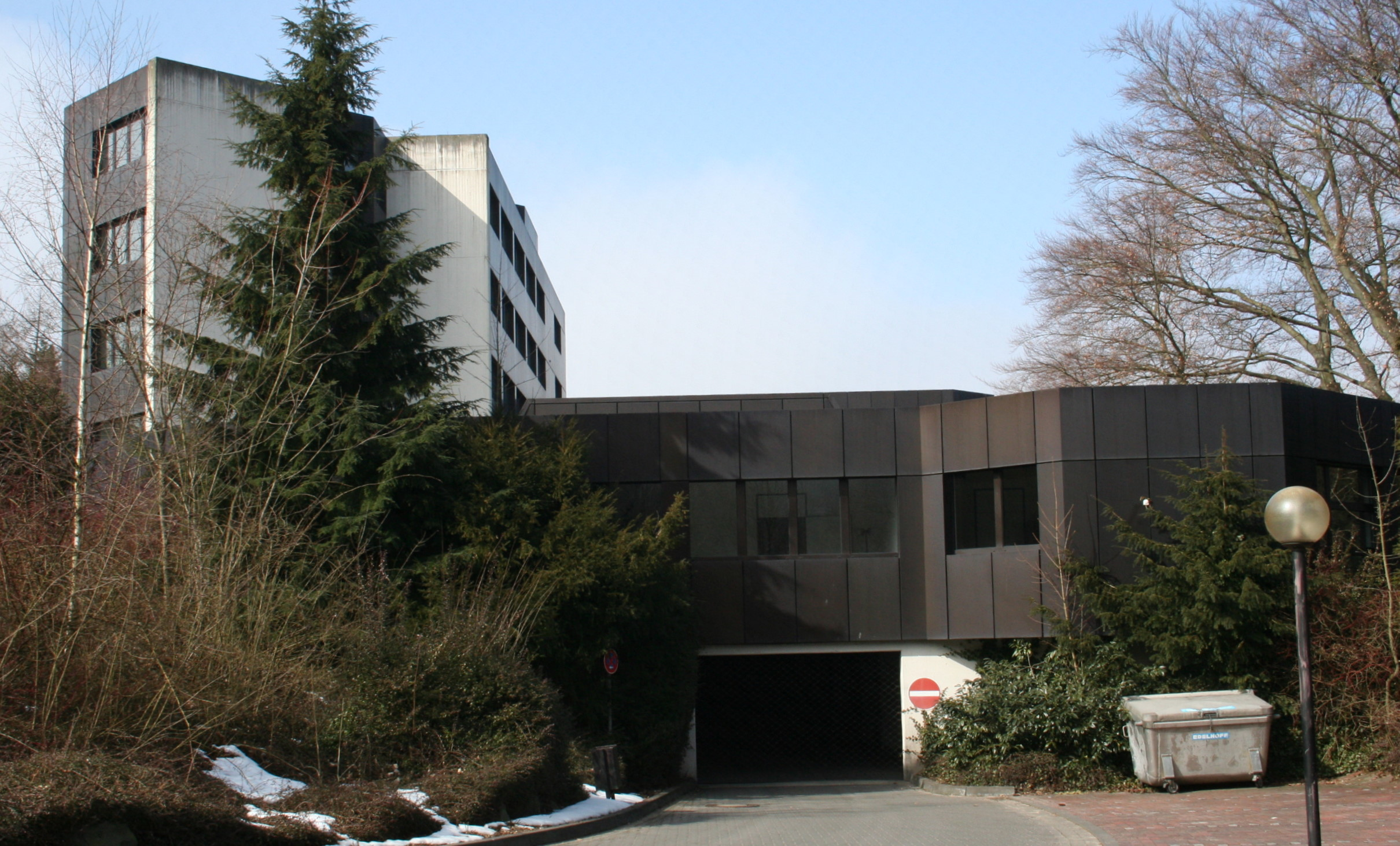
Rückansicht des Gerichtsgebäudes

Mit der Verleihung der Stadtrechte erhielt Iserlohn 1237 einen eigenen landesherrlichen Gerichtsstand. 1808 wurde ein Einheitliches Friedensgericht Iserlohn eingerichtet und das bis dahin bestehende Ratsgericht Iserlohn aufgehoben. Von 1849 bis 1879 bestand das Kreisgericht Iserlohn.
Das königlich preußische Amtsgericht Iserlohn wurde mit Wirkung zum 1. Oktober 1879 als eines von 12 Amtsgerichten im Bezirk des Landgerichtes Hagen im Bezirk des Oberlandesgerichtes Hamm gebildet. Der Sitz des Gerichtes war Iserlohn. Sein Gerichtsbezirk umfasste den Kreis Iserlohn ohne die Teile die den Amtsgerichten Altena, Limburg a.d. Lenne und Menden zugeordnet waren.
Am Gericht bestanden 1888 zwei Richterstellen. Das Amtsgericht war damit ein mittelgroßes Amtsgericht im Landgerichtsbezirk.

## Übergeordnete Gerichte
Dem Amtsgericht Iserlohn ist das Landgericht Hagen übergeordnet. Zuständiges Oberlandesgericht ist das Oberlandesgericht Hamm.

## Richter
- Frank Kosziol